# Kasteel van Vieljaeren

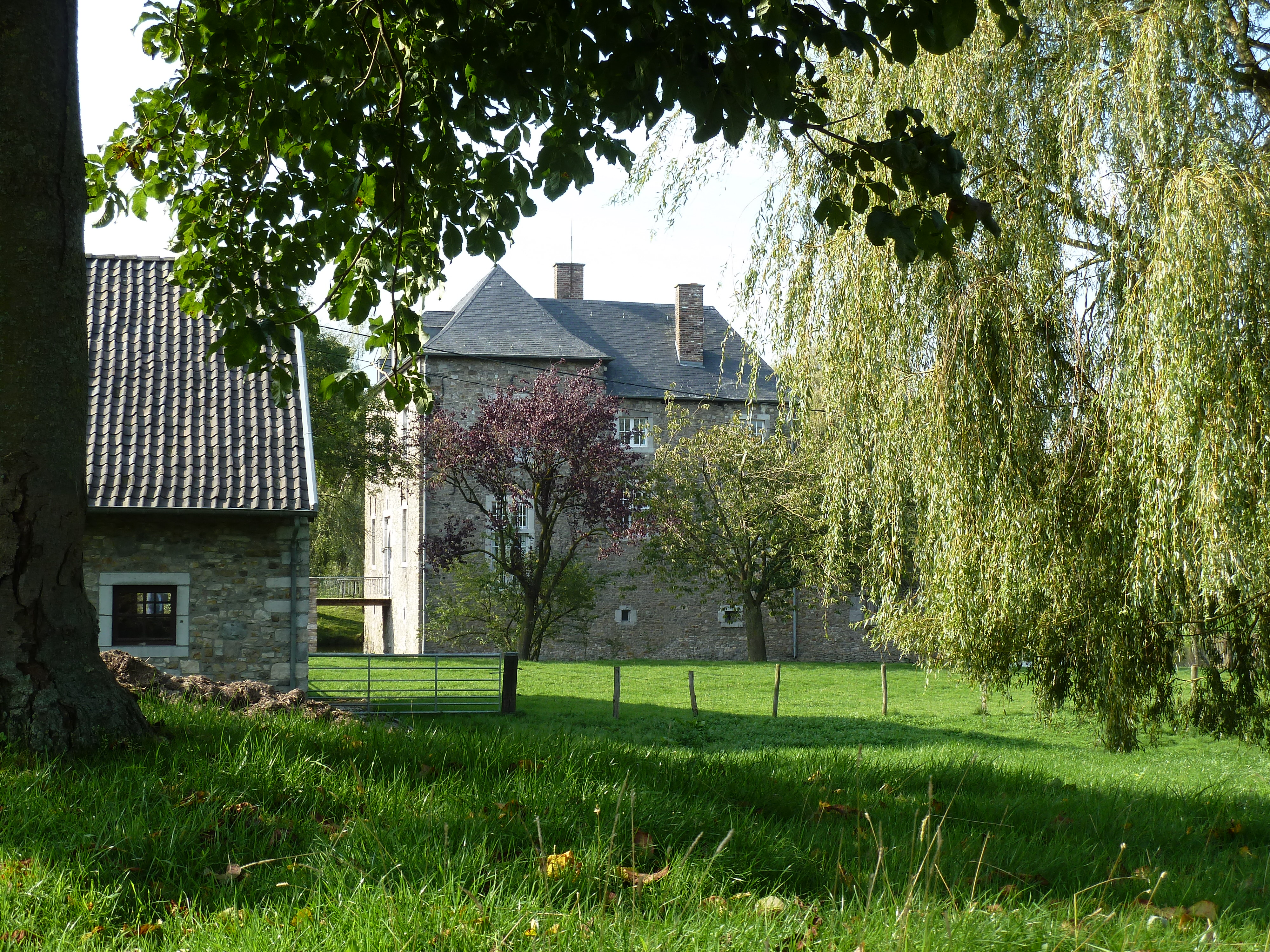
Kasteel van Vieljaeren

Het Kasteel van Vieljaeren (Frans: Château de Vieljaeren) is een kasteel in de tot de Belgische gemeente Plombières behorende plaats Homburg, gelegen aan de Vieljaren 30.

## Geschiedenis
Het kasteel werd gebouwd in het laaggelegen dal van een zijriviertje van de Gulp. Het was een burcht en had een dubbele omgrachting.
De oudste vermelding is van 1273; de gebroeders Anselmus en Winandus de Wilhonrim of Wilhonriw worden als getuigen genoemd.Tijdens de Limburgse Successieoorlog werd het kasteel in brand gestoken door de troepen van Jan I van Brabant. Omstreeks 1350 kwam het kasteel in handen van de familie d'Argenteau en omstreeks 1400 is dat de familie van Schoonvorst. Vervolgens de Horion en de Ghoor. In 1562 komt het toe aan Claude Herman de Ghoor, die aan de zijde van Willem van Oranje vocht in de Slag bij Gembloers waar hij omkwam in 1578. Zijn zus kreeg de heerlijkheid die door huwelijk in handen kwam van de familie de Millendonk, welke uitstierf zodat de heerlijkheid in 1663 werd verkocht. Door financiële perikelen kwam het niet meer tot erfopvolging, maar werd het goed herhaaldelijk verkocht; ook aan niet-adellijke particulieren.

## Gebouw
Het gebouw is toegankelijk door een stenen boogbrug en een klein bruggetje waar vroeger een ophaalbrug was. Er is metselwerk aanwezig uit de 14e of 15e eeuw, terwijl ook delen van het gebouw uit de zestiende eeuw stammen.
1. ↑  " Anselmi et Winandi de Wilhonrim fratrum" - p.286, S.P. Ernst, Histoire de Limbourg T.6 Kuik 1847, archive.org
2. ↑  KASTEEL VIELJAEREN (Hombourg), trois-frontieres.be
3. ↑  Château de Vieljaren, chateau-fort-manoir-chateau.eu